# Pieczarka dwuzarodnikowa

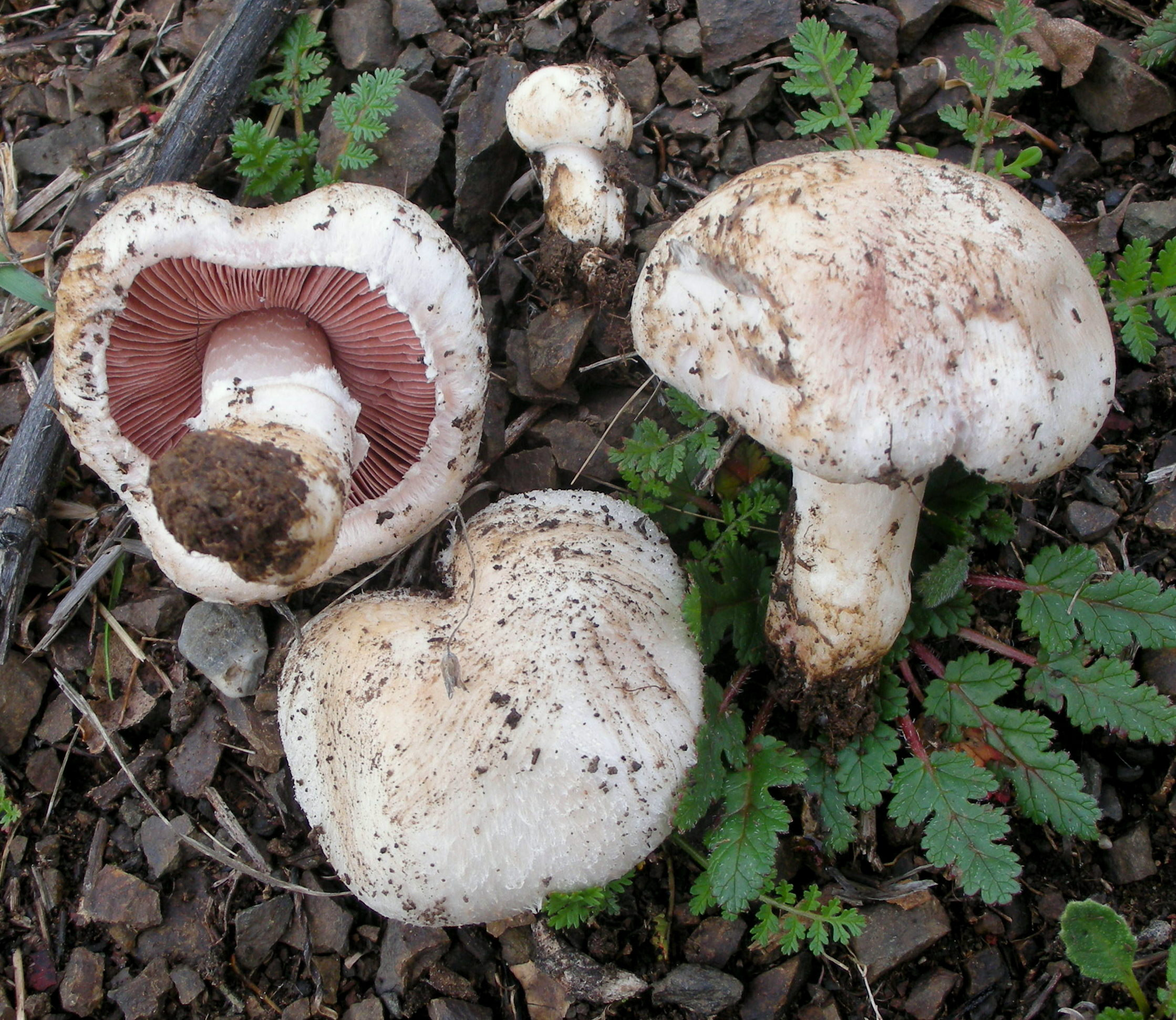

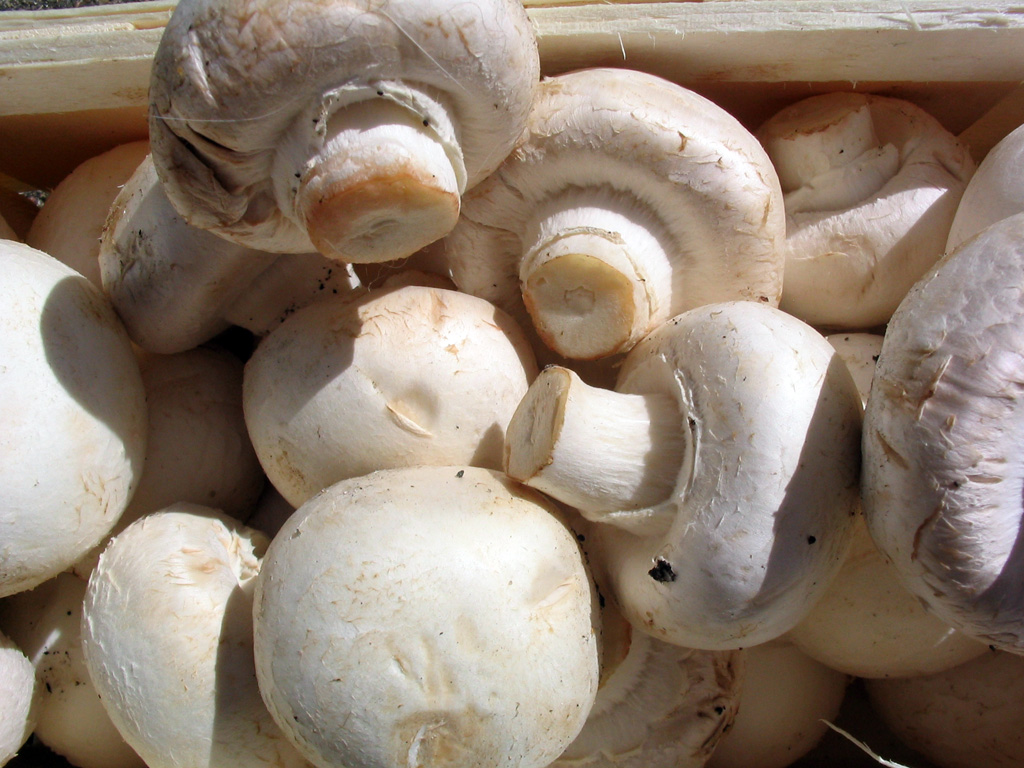
Owocniki z upraw

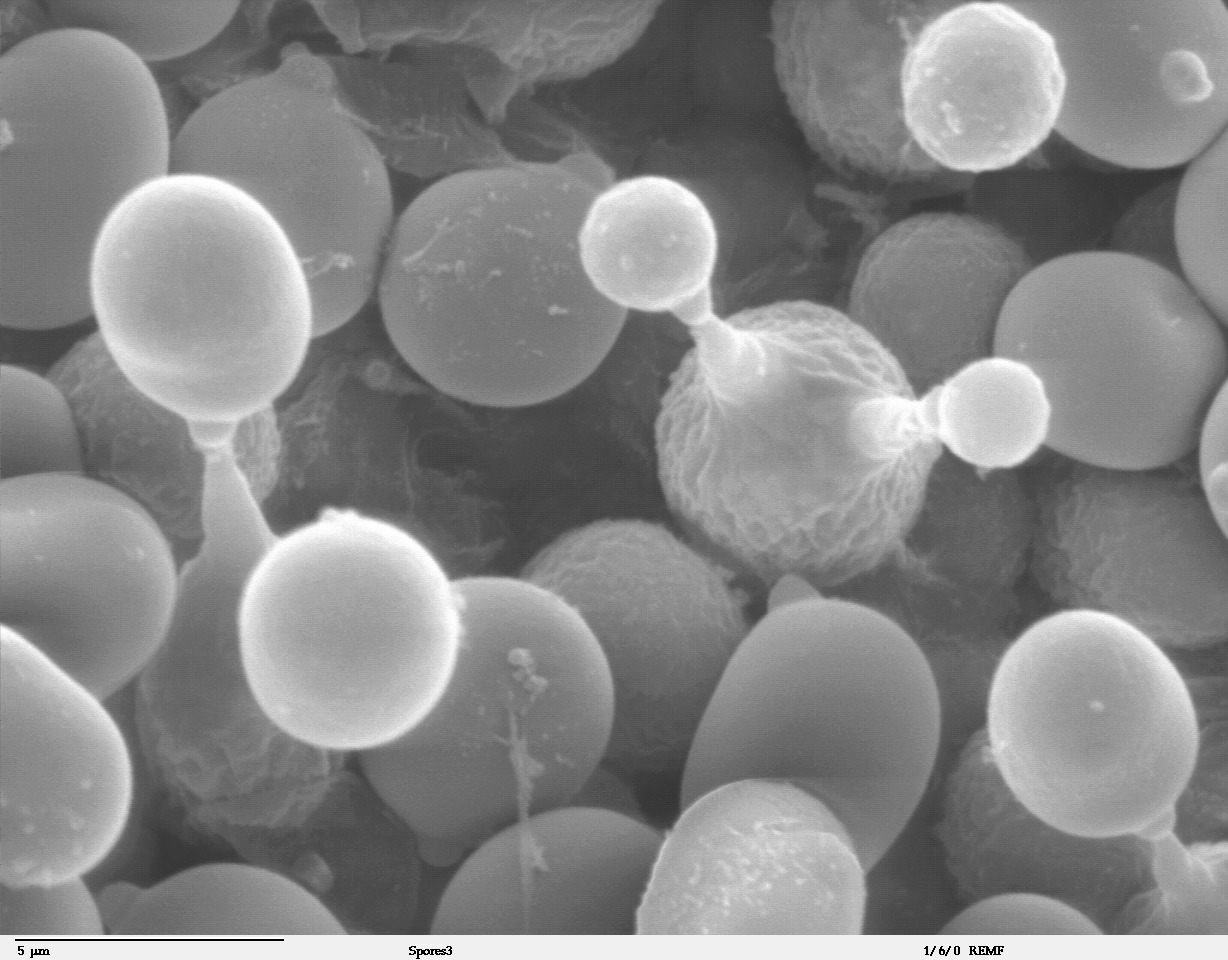
Podstawki i zarodniki

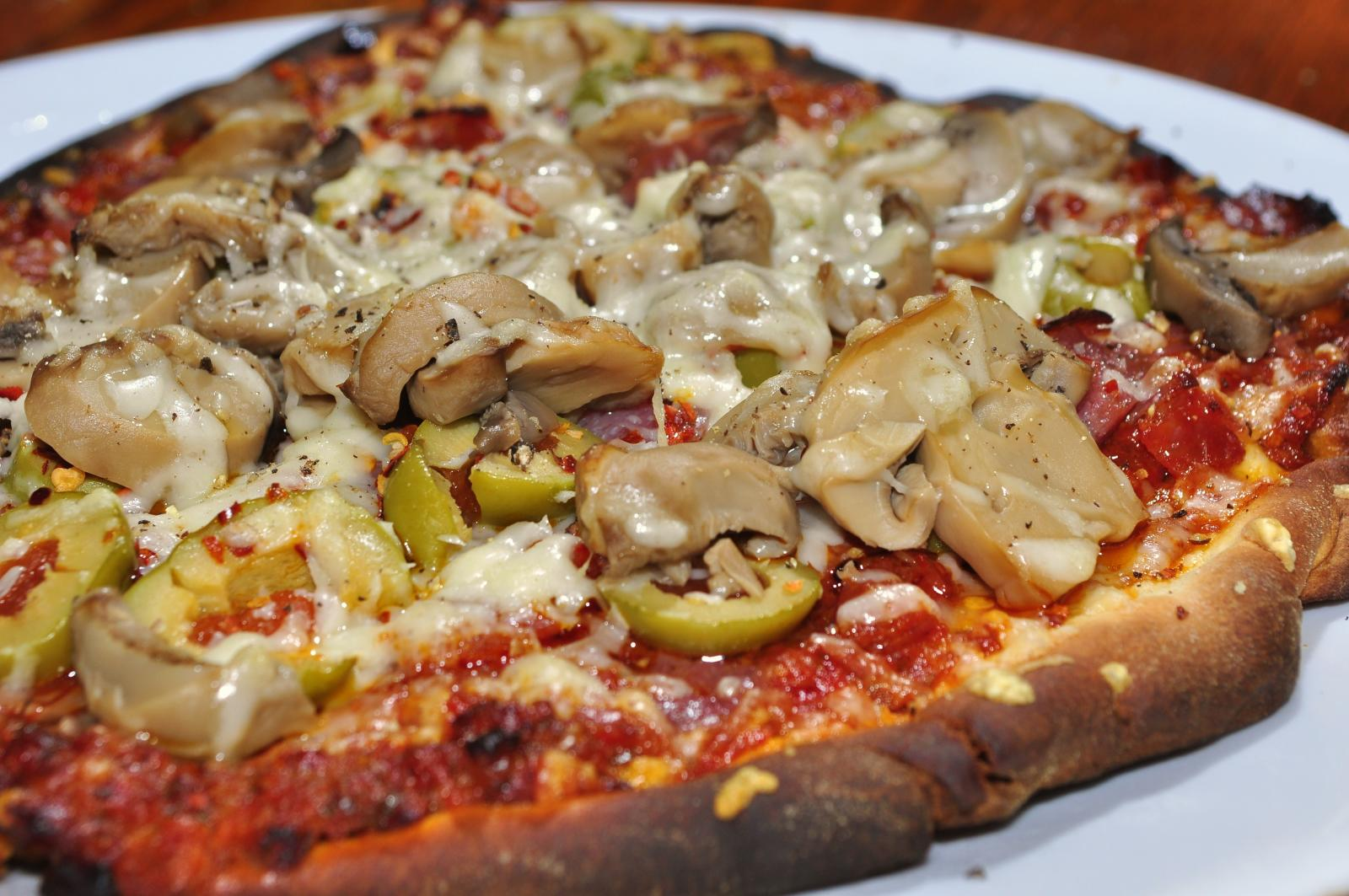
Pizza z pieczarkami

Pieczarka dwuzarodnikowa (Agaricus bisporus (J.E. Lange) Imbach) – gatunek grzybów z rodziny pieczarkowatych (Agaricaceae). Rośnie dziko, ale jest też uprawiana w pieczarkarniach i sprzedawana w sklepach.

## Systematyka i nazewnictwo
Pozycja w klasyfikacji według Index Fungorum: Agaricus, Agaricaceae, Agaricales, Agaricomycetidae, Agaricomycetes, Agaricomycotina, Basidiomycota, Fungi.
Po raz pierwszy takson ten zdiagnozował w 1926 r. Jakob Emanuel Lange nadając mu nazwę Psalliota hortensis f. bispora. Obecną, uznaną przez Index Fungorum nazwę nadał mu w 1946 r. Emil Imbach.
Niektóre synonimy naukowe:

- Agaricus brunnescens Peck 1900
- Agaricus hortensis (Cooke) Pilát 1951
- Agaricus hortensis (Cooke) S. Imai 1938
- Psalliota bispora (J.E. Lange) F.H. Møller & Jul. Schäff. 1938
- Psalliota hortensis (Cooke) J.E. Lange 1926[3].

Polską nazwę podali Barbara Gumińska i Władysław Wojewoda. W polskim piśmiennictwie mykologicznym gatunek ten opisywany był też pod nazwami: pieczarka ogrodowa, pieczarka polna odmiana ogrodowa, bedłka polna odmiana ogrodowa.

## Morfologia
Kapelusz
Średnicy 4–10 cm, barwy białej, szarobiałej do brązowawej. Skórka od promieniowo-włókienkowej do przylegająco łuskowatej.
Blaszki
Nie dochodzą do trzonu. U młodych okazów są białawe, później różowe, na koniec ciemnobrązowe.
Trzon
Wysokość 3–8 cm, grubość do 3 cm, walcowaty, pełny. Posiada wyraźny pierścień. Kolor biały, poniżej pierścienia czasami jest łuskowaty.
Miąższ
Słabo czerwieniejący, o słabym, przyjemnym zapachu.
Wysyp zarodników
Brązowy. Zarodniki elipsoidalne, gładkie, o średnicy 5,5–8,5 × 4–6,5 µm. Podstawki zawsze dwuzarodnikowe.
Gatunki podobne
Pieczarkę dwuzarodnikową można pomylić z trującą pieczarką karbolową (Agaricus xanthodermus), ale także z jadalnymi: pieczarką łąkową (Agaricus campestris) oraz pieczarką białawą (Agaricus arvensis). Spośród wszystkich tych gatunków pieczarka dwuzarodnikowa ma najgrubszy, najbardziej mięsisty kapelusz.

## Występowanie i siedlisko
Na naturalnych siedliskach występuje w Ameryce Północnej, Środkowej i Południowej, Europie, Azji, Australii i na wielu wyspach. W Polsce jej rozprzestrzenienie i częstość występowania nie są znane. W piśmiennictwie naukowym do 2003 r. podano 5 jej stanowisk.
Naziemny grzyb saprotroficzny. Rośnie od maja do września, na polach, w parkach, w miejscach nawożonych obornikiem, na stosach kompostowych, rzadko w lasach. W naturalnym środowisku jest rzadki, jest natomiast uprawiany na dużą skalę.

## Znaczenie
- Doskonały grzyb jadalny, powszechnie uprawiany[2]. Jak widać w tabeli poniżej, pieczarki są źródłem głównie miedzi, ryboflawiny (wit. B2), niacyny (wit. B3) i kwasu pantotenowego. W mniejszym stopniu mogą być źródłem m.in. selenu (17% RDA w 100 g), fosforu (12% RDA), witaminy B6 (6–8% RDA), potasu (7% AI) i tiaminy (wit. B1; 7% RDA). W śladowych ilościach w pieczarce dwuzarodnikowej występuje MMH (monometylohydrazyna): lotna pochodna hydrazyny o wzorze sumarycznym CH3N2H3, substancja która jest wykorzystywana jako paliwo hipergolowe w silnikach rakietowych. Według starszych badań – nie powinno się spożywać pieczarek na surowo ze względu na obecność rakotwórczych pochodnych hydrazyny[9], jednak nowsze badania, nie wskazują bezpośrednio na to że agaritiny (wspomniania pochodna hydrazyny) ma wpływ na rakotwórczość[10][11].

- W październiku 2012 r. francuskim naukowcom z Institut National de la Recherche Agronomique w Nancy udało się rozszyfrować jej genom[15].

- Jest także grzybem leczniczym o własnościach przeciwnowotworowych, immunomodulacyjnych i nefrotonicznych[16].

## Uprawa
Uprawa prowadzona jest głównie w wysokotowarowych zakładach produkcyjnych. Grzyby uprawia się na podłożu organicznym, którym jest w Europie głównie nawóz koński, w Ameryce Północnej – słoma kukurydziana, w Azji – słoma ryżowa. Przed procesem kompostowania do nawozu dodaje się do 20% dodatków (wióry drzewne lub nawozy mineralne). W trakcie kompostowania w wyniku fermentacji przeprowadzanej przez bakterie następuje rozkład węglowodanów, podczas gdy białka i lignina pozostają. W temperaturze ok. 60 °C w jakiej przeprowadza się kompostowanie giną owady znajdujące się w nawozie w różnych stadiach rozwoju. Po przygotowaniu podłoża miesza się je z wilgotnymi ziarnami zbóż obrośniętymi grzybnią pochodzącą z czystych kultur i umieszcza w warunkach inkubacyjnych tj. w temperaturze 24 °C i wilgotności powietrza 60%, co sprzyja rozrastaniu się strzępek. W celu przyśpieszenia rozwoju osobników podłoże przysypuje się ciężką ziemią, obniża temperaturę poniżej 22 °C, zwiększa wilgotność powietrza do ok. 95% i dba się o odpowiednie przewietrzanie pomieszczeń. Zbiór owocników trwa przez kilka tygodni i uzyskuje się do 14 kg pieczarek z 1 m² (100 kg z 1 m³) podłoża.
Produkcja światowa pieczarek w 1950 wynosiła 53 tys. ton, w 1980 już 800 tys. ton, na początku lat 90. XX wieku – 1,5 mln ton. Polska jest największym producentem pieczarek w Europie (330 tys. ton rocznie) i największym eksporterem tych grzybów na świecie.